# Întorsura (gmina)
Întorsura – gmina w Rumunii, w okręgu Dolj. Obejmuje tylko jedną miejscowość Întorsura. W 2011 roku liczyła 1508 mieszkańców.